# حب الشباب المداهم
حب الشباب المداهم أو حب الشباب (العُدّ) المُداهِم (بالإنجليزية Acne fulminans).(المعروف أيضا باسم "حب الشباب الحاد التقرحي الحموي)نوع من أنواع حب الشباب المكبب (acne conglobata) وهو نوع نادر وشديد جداً، ينشط هذا المرض في ذروة سن البلوغ، وعادة في حوالي 13 سنة من العمر. ويصيب الذكور أكثر من الإناث على الأغلب.

## الأعراض
1-ظهور حب شباب عقدي التهابى ومتقرح في منطقة الصدر والظهر.
2-حدوث ندبات شديدة.
3-حمى متقلبة.
3-آلام في المفاصل.
4-خمول.
5-فقدان الشهية والوزن.
6-ارتفاع في عدد كريات الدم البيضاء.

## الأسباب
وعلى الرغم من أن معظم الحالات تحدث بدون سبب إلا أن بعض الباحثين يعتقدون أن هذه الحالة يسببها مرض مناعي سببه ارتفاع في مستوى هرمون تستوستيرون الذي يؤدي إلى ارتفاع في الزهم وعدد البكتيريا البروبيونية العدية. وتعامل مع منشطاتأنها قد تحدث في بعض الأحيان بسبب تعاطي التيستوستيرون وإيزوتريتنوين، الذي يوصف لزيادة نمو العضلات.

## العلاج
يجب على المصاب مراجعة أخصائي الجلدية عاجلاً، فالعلاج صعباً ويتطلب تعاطي أدوية عديدة منها: جرعات عالية من المضاد الحيوي عن طريق الفم مثل الأثروميسين.مضادات الالتهابات مثل الأسبرين.
الستيرويد الشامل بالفم.دابسون.آيزوتريتينوين.